# 41 Cygni
41 Cygni, som är stjärnans Flamsteed-beteckning, är en ensam stjärna belägen i den södra delen av stjärnbilden Svanen. Den har en genomsnittlig skenbar magnitud på ca 4,02 och är svagt synlig för blotta ögat där ljusföroreningar ej förekommer. Baserat på parallaxmätning inom Hipparcosuppdraget på ca 4,2 mas, beräknas den befinna sig på ett avstånd på ca 770 ljusår  (ca 236 parsek) från solen. Den rör sig närmare solen med en heliocentrisk radialhastighet av ca -18 km/s.

## Egenskaper
41 Cygni är en gul till vit superjättestjärna i huvudserien av spektralklass F5 Ib-II. Den har en massa som är ca 5,3 solmassor, en radie som är ca 27 solradier och utsänder ca 1 200 gånger mera energi än solen från dess fotosfär vid en effektiv temperatur av ca 6 500 K.
41 Cygni är en misstänkt variabel, som har visuell magnitud +3,99 och varierar i amplitud med 0,14 magnituder utan någon fastställd periodicitet.